# La Recouvrance
Pour les articles homonymes, voir Recouvrance.
La Recouvrance est la réplique d'un aviso du début du XIXe siècle gréé en goélette à hunier. Ce type de navire était destiné à transmettre les messages urgents vers les côtes d'Afrique et aux Antilles. Sa construction a commencé en 1991 et elle a été mise à l’eau lors l’édition de 1992 des fêtes maritimes de Brest.

## Histoire
La Recouvrance est le bateau ambassadeur et la propriété de la ville de Brest.
Son nom provient du quartier de Brest du même nom. Dans la paroisse de Sainte-Catherine (l'ancien nom de Recouvrance), on honorait une statue de vierge, Notre-Dame de Recouvrance, qui a donné son nom au quartier. Recouvrer la terre c'est retrouver la terre : on priait Notre-Dame de Recouvrance pour faire un bon retour à sa terre de départ.
La Recouvrance est une goélette à hunier, réplique des goélettes de type « Iris », un modèle dessiné par l'architecte naval Hubert en 1817. Ces bâtiments militaires étaient destinés au transport de plis urgents, à la surveillance du trafic marchand et à la répression de la traite des esclaves sur les côtes d'Afrique et aux Antilles. Elles portaient six caronades de 24 et leur équipage était composé de 50 à 60 hommes.

## Caractéristiques

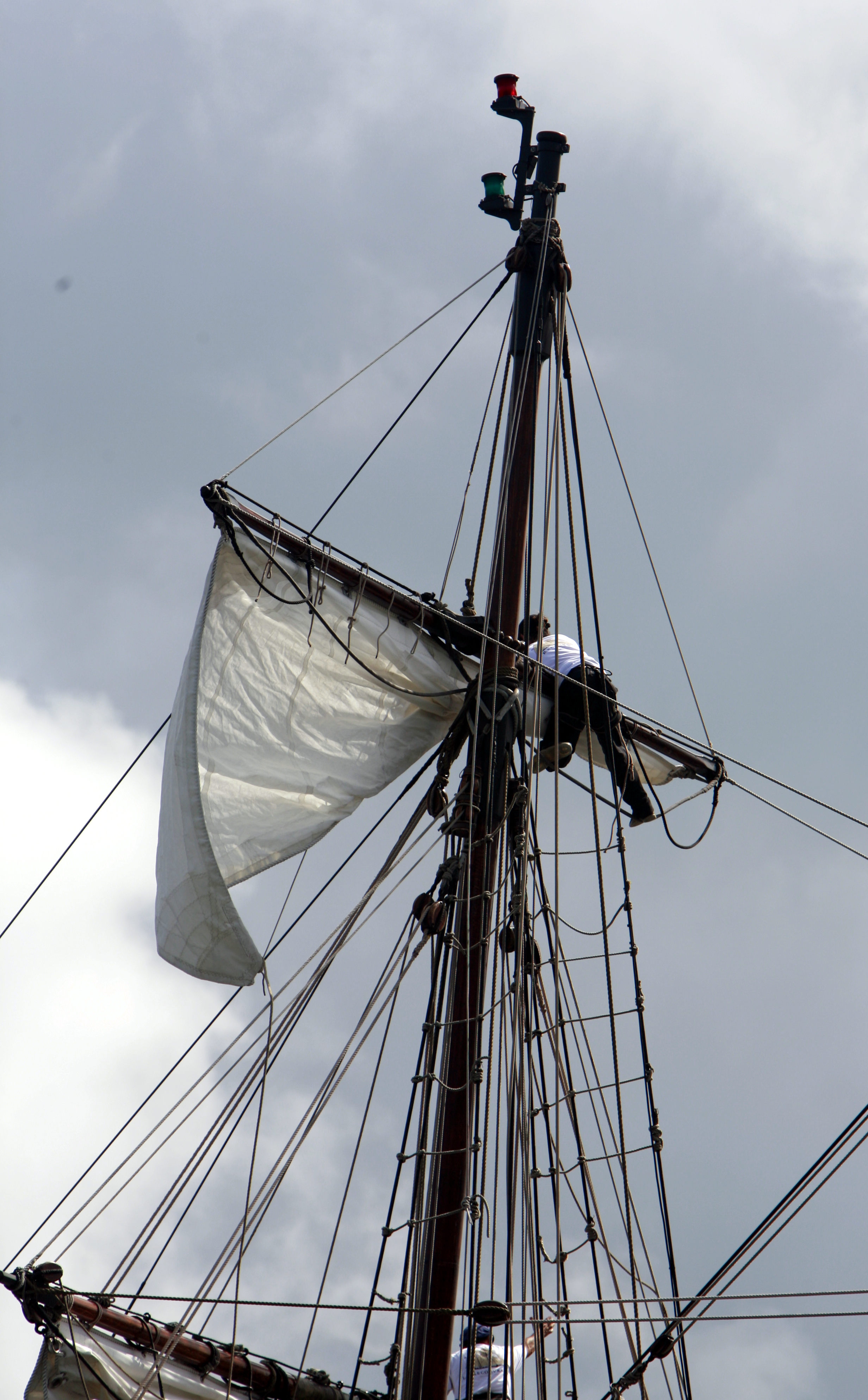
Gabier sur le perroquet de La Recouvrance

La longueur hors-tout de La Recouvrance est de 42 mètres, sa longueur de coque de 25 mètres, son maître-bau de 6,40 mètres, son tirant d'eau de 3,20 mètres, sa surface de voilure (neuf voiles) de 430 m2.
Sa figure de proue représente la tête d'une femme aux cheveux dorés. Elle a été sculptée par le Brestois Éric Pelleau.
Son armateur est Brest'Aim et son port d'attache est le port de commerce de Brest, là où la construction du bateau eut lieu, au chantier du Guip sur le quai du Commandant Malbert.
Elle a pour parrain Jean-Charles Larsonneur depuis 1992.

### Équipage
L'équipage actuel se compose de cinq marins professionnels :
- un chef de bord,
- un second,
- trois équipiers, dont un cuisinier.

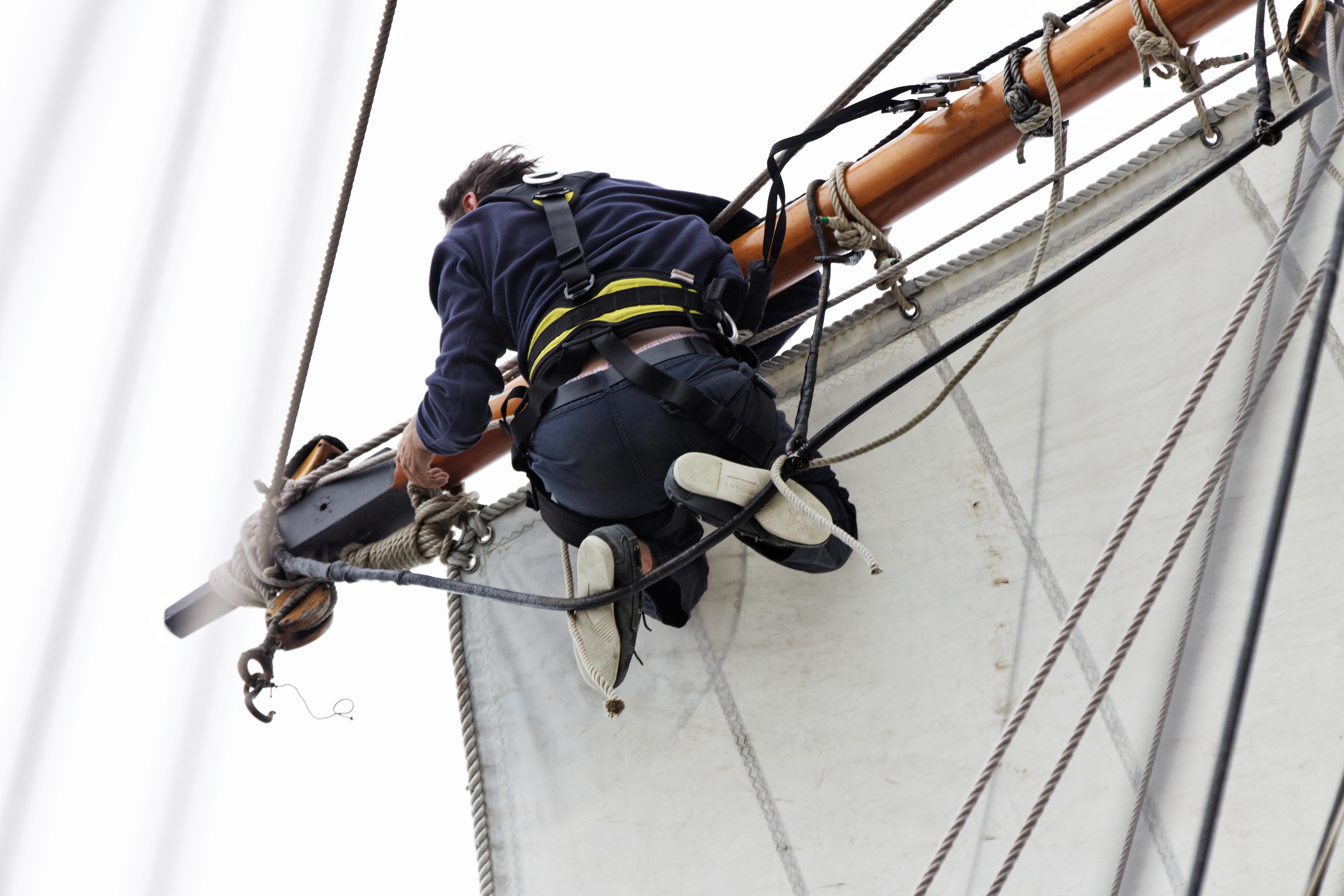
Gabier sur La Recouvrance (Brest 2012) en bout de vergue lors du déploiement de voile.

## Participation aux événements maritimes
Depuis son lancement, La Recouvrance fut présente à de nombreuses fêtes maritimes.
Elle participe à toutes les Fêtes maritimes de Brest (Brest 1992, Brest 1996, Brest 2000, Brest 2004, Brest 2008, Tonnerres de Brest 2012).
Elle navigua également à certaines Fêtes maritimes de Douarnenez et alla rendre hommage en 2001 à un vieux trois-mâts, le Duchesse Anne qui célébrait son centenaire à Dunkerque.
Elle était présente à Rouen en 1999 pour l'Armada du siècle, à l'Armada 2003 et à l'Armada Rouen 2023 . 
Elle était présente en août 2010 à la Fête de la mer de Saint-Valery-en-Caux.
En 2011, elle a remporté le Défi des Goélettes face à la Belle Poule, navire école de la Marine nationale.
Elle était visible lors de la parade de la Semaine du Golfe en 2011. Elle fut aussi présente aux Tonnerres de Brest 2012.
En 2013, elle participa à la  Mediterranean Tall Ships Regatta 2013 au départ de Barcelone et fit escale à la Toulon Voiles de Légende en septembre 2013. Elle fut aussi présente aux Voiles de Saint-Tropez du 29 septembre au 6 octobre 2013.
En 2025, elle était présente au Week-end maritime organisé les 27 et 28 juin par la Ville de Caen à l'occasion de son millénaire.
De nombreuses promenades en mer sont organisées à bord de la goélette : sorties journée, croisières...

## Galerie

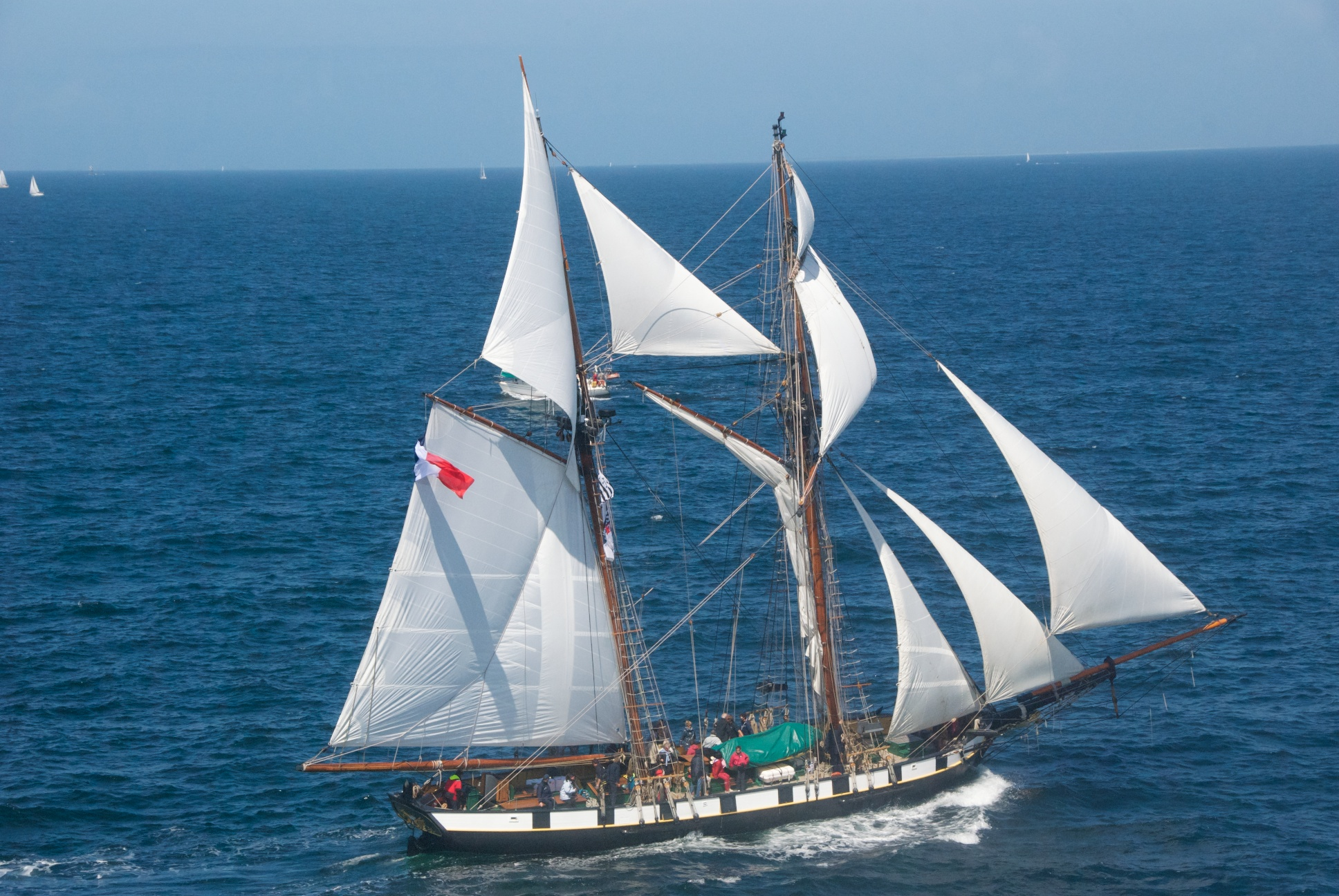
La Recouvrance en mer d'Iroise
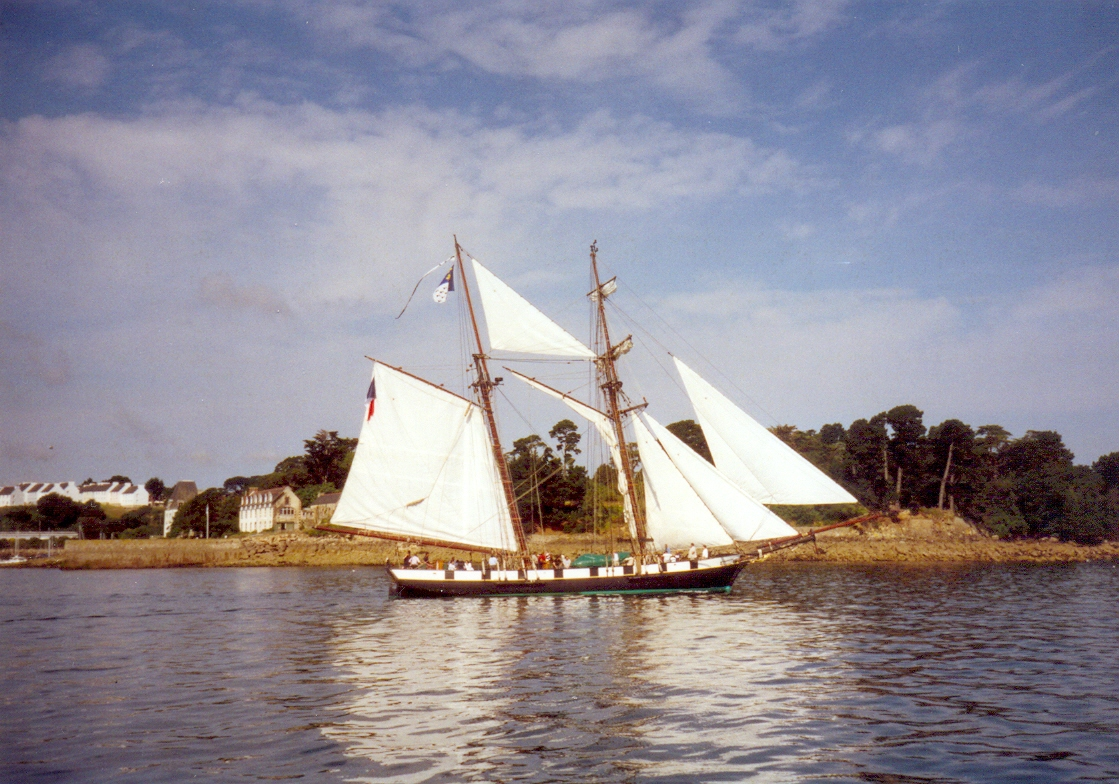
La Recouvrance devant l'île Tristan
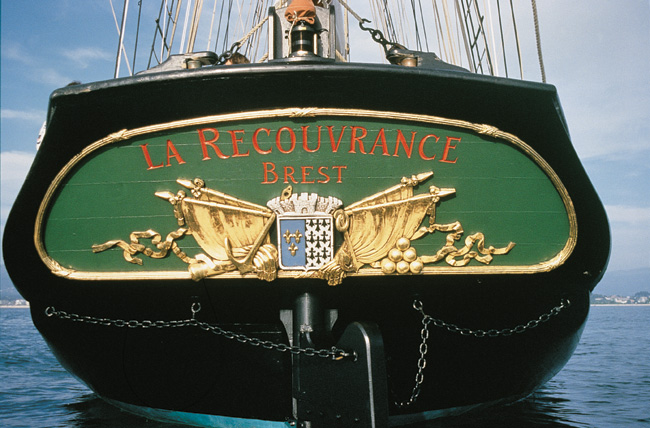
La poupe richement décorée
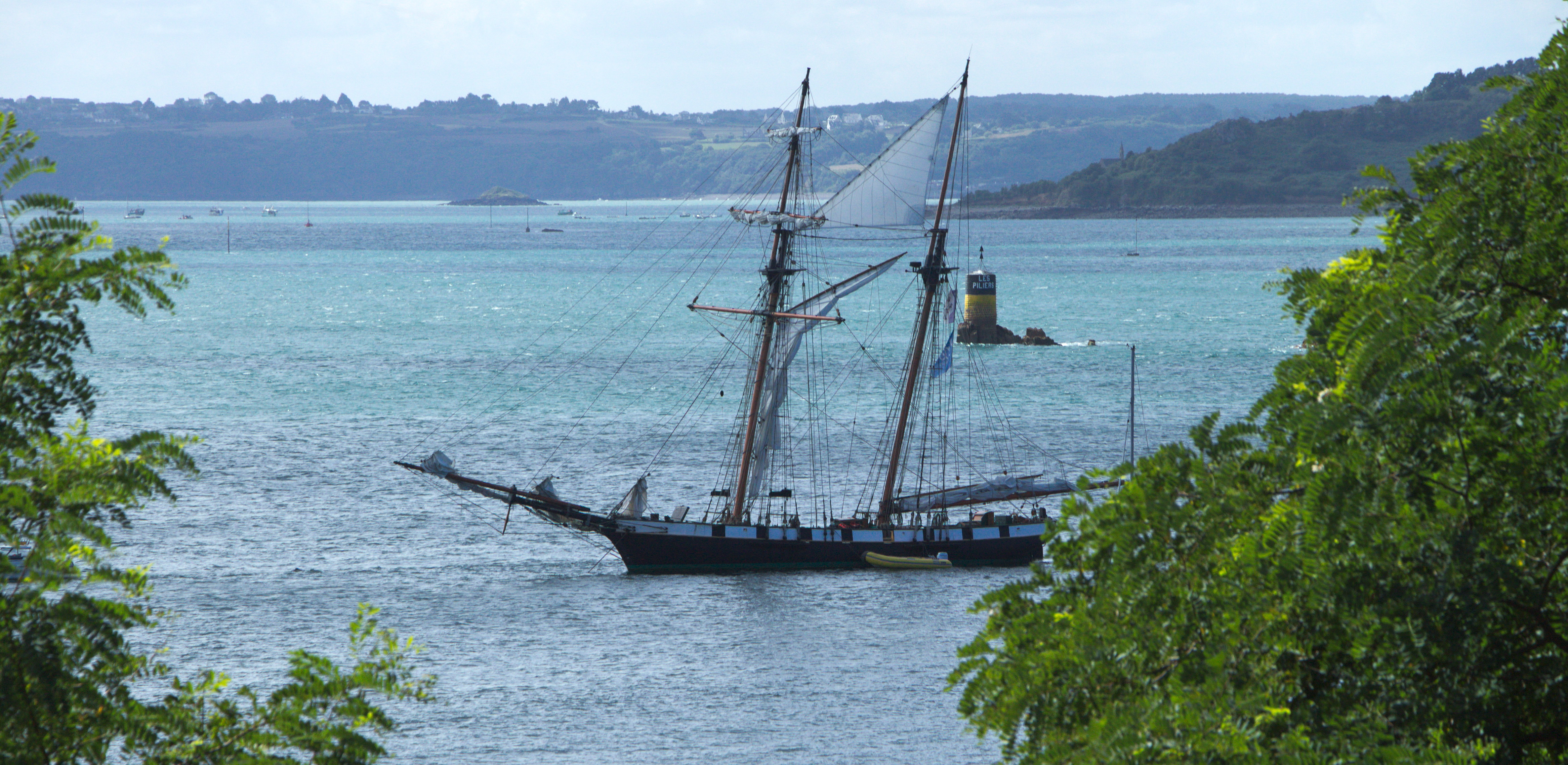
La Recouvrance au large de l'ïle de Bréhat (août 2017)
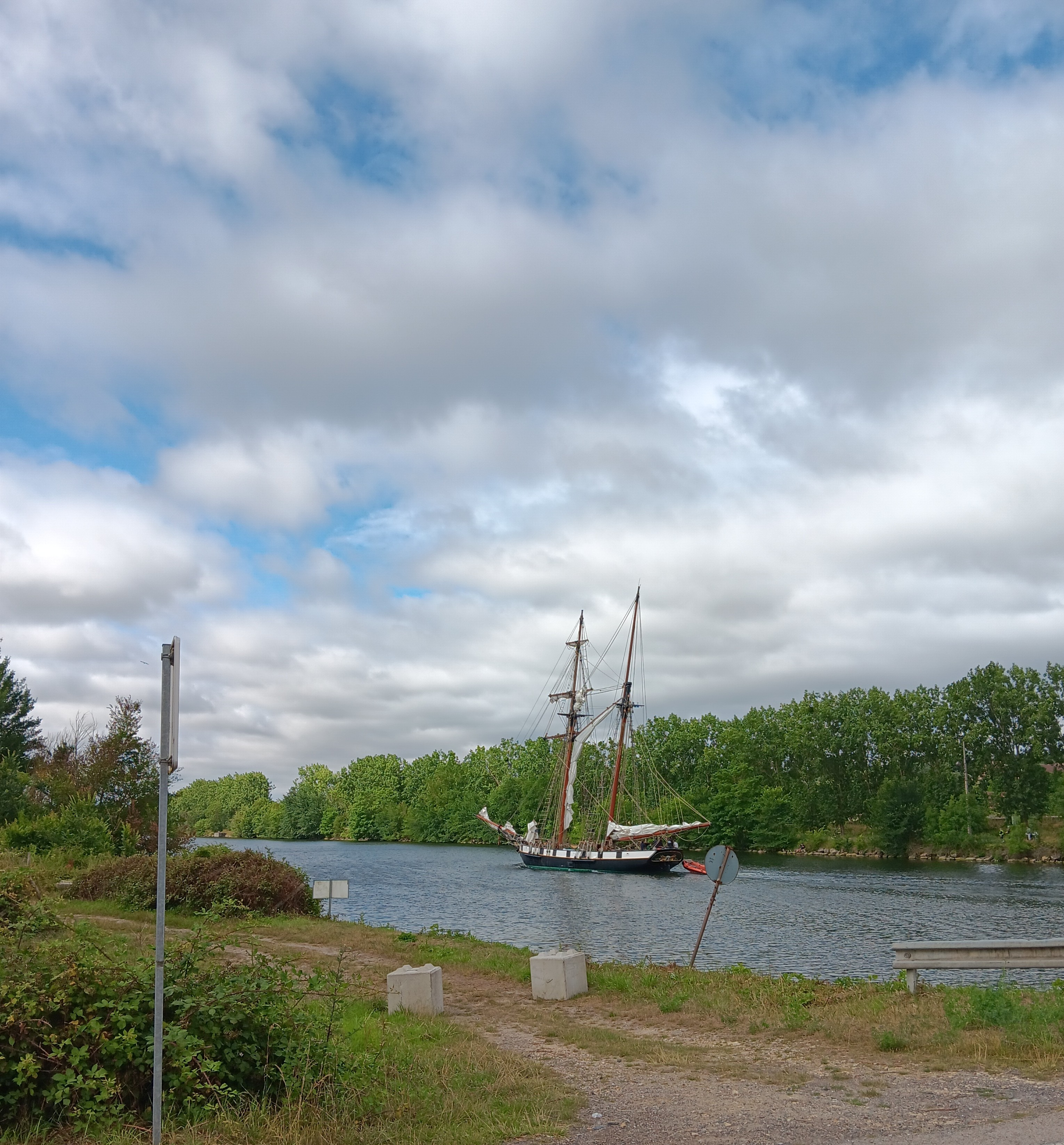
La Recouvrance remontant le canal de Caen à la mer (juin 2025).